# Стребков, Иван Витальевич
Иван Витальевич Стребков (род. 27 июля 1991, Алма-Ата, Казахская ССР, СССР) — российский профессиональный баскетболист, играющий на позиции разыгрывающего защитника.

## Карьера
Родился в Алма-Ате, затем семья переехала в Иркутск. Начал заниматься баскетболом в иркутской гимназии №2. Первый тренер — Стребкова Татьяна Николаевна. Выступая со сборной Иркутска в чемпионате России в Москве, Иван обратил на себя внимание тренеров молодёжной команды ЦСКА. С 2006 года, Стребков выступал за ЦСКА-ДЮБЛ и ЦСКА-2.
В 2012 году армейский клуб и игрок подписали 5-летний контракт. Не получая игровой практики в составе главной команды, в январе 2013 года, Иван был отправлен в аренду в «Автодор», до окончания сезона 2012/2013. В момент его появления, саратовская команда располагалась на 10 месте в Суперлиге, а закончила сезон бронзовым призёром турнира. Иван проявил себя одним из лидеров «Автодора», набирая в среднем 7,8 очка, делая 3,4 подбора, 3,1 передачи и 1,0 перехвата за 25,7 минуты в 27 матчах.
В июле 2013 года аренда Стребкова в «Автодоре» была продлена на сезон 2013/2014. Средние показатели Ивана в Суперлиге в сезоне 2013/2014 составили 28 минут, 10,8 очка, 3,1 подбора, 2,6 передачи, 1,4 перехвата, 0,1 блок-шота в 43 матчах.
Перед началом сезона 2014/2015 Иван вернулся в ЦСКА, став игроком основного состава. Стребков выходил на паркет в 26 матчах, в среднем отметившись 2,4 очка, 0,7 подбора, 0,7 передачи, 0,2 перехвата. Кроме того, Иван принял участие в 12 матчах молодёжной команды, в которых набирал 15,7 очка, делал 4,3 подбора, 5,2 передачи и 1,7 перехвата.
В июле 2015 года подписал 2-летний контракт с «Нижним Новгородом».
В ноябре 2016 года Стребков был признан MVP 8 тура Еврокубка. В победном матче с «Литкабелисом» (91:89) Стребков набрал 31 очко, 2 подбора, 4 передачи и 36 баллов за эффективность действий.
19 января 2017 года стал известен состав команд на «Матч всех звёзд Единой лиги ВТБ». По итогам голосования болельщиков и анкетирования СМИ Стребков попал в состав команды «Звёзды России». Из-за полученной травмы голеностопа Иван не смог принять участие в матче и его заменил Антон Понкрашов.
В январе 2017 года Стребков продлил контракт с «Нижним Новгородом» до окончания сезона 2018/2019.
26 января 2018 года Иван получили wild card на «Матч всех звёзд Единой лиги ВТБ». В этом матче он провёл почти 11 минут, за которые совершил 4 подбора, 2 передачи и 1 перехват.
В сезоне 2018/2019 Стребков стал серебряным призёром Кубка России и был включён в символическую пятёрку «Финала четырёх» турнира как «Лучший атакующий защитник». В полуфинальном матче против петербургского «Спартака» (76:69) Иван отметился 19 очками, 5 подборами и 7 передачами. В финале принёс своей команде 14 очков, 5 подборов, 4 передачи и 3 перехвата. В Единой лиге ВТБ Стребков принял участие в 15 матчах, набирая в среднем 12,4 очка, 2,5 подбора, 4,9 передачи и 1 перехват. В Лиге чемпионов ФИБА его статистика составила 12,6 очка, 3,1 подбора и 4,9 передачи в 14 матчах. Из-за травмы спины Иван не смог завершить сезон 2018/2019. В апреле ему была проведена операция, восстановление после которой заняло 4 месяца.
В июле 2019 года Стребков подписал новый 2-летний контракт с «Нижним Новгородом».
В сезоне 2019/2020 Стребков принял участие в 18 матчах Единой лиги ВТБ, показав статистику в 6,2 очка, 1,7 подбора и 3,9 передачи. В Лиге чемпионов ФИБА набирал 5,9 очка, 2,1 подбора и 2,3 передачи в 16 матчах.
В июне 2020 года Стребков переподписал контракт с «Нижним Новгородом» до конца сезона 2020/2021.
В сезоне 2020/2021 в 26 матчах Единой лиги ВТБ Стребков набирал 10,0 очка, 2,9 подбора и 4,1 передачи. В Лиге чемпионов ФИБА его статистика составила 10,5 очка, 3,8 подбора и 4,8 передачи.
В июле 2021 года Стребков подписал с «Нижним Новгородом» новый 3-летний контракт.
В сезоне 2022/2023 Стребков стал победителем Кубка России, а также был включён в символическую пятёрку «Финала четырёх» как «Лучший разыгрывающий защитник».
В сезоне 2023/2024 Стребков стал серебряным призёром Кубка России.
В июле 2024 года Стребков перешёл в «Динамо» (Владивосток).

## Сборная России
На Универсиаде 2015 года, в составе студенческой сборной России, Иван стал бронзовым призёром турнира.
В апреле 2017 года Стребков был включён в расширенный список кандидатов в сборную России, для подготовки к Евробаскету-2017.
В январе 2019 года Стребков был включён в резервный список сборной России для участия в играх квалификации чемпионата мира-2019.
21 февраля 2019 года Стребков дебютировал в сборной России. В матче против сборной Болгарии (104:60) Иван отметился 5 очками, 2 подборами, 2 передачами и 2 перехватами за 16 минут 46 секунд на площадке.
В феврале 2020 года Стребков был включён в расширенный состав сборной России на отборочные игры Евробаскета-2021.
В ноябре 2021 года Стребков был включён в расширенный состав сборной России для участия в подготовке к матчам квалификации Кубка мира-2023 со сборными Италии и Исландии.
В феврале 2021 года Стребков был вызван на сбор национальной команды для подготовки к двум матчам квалификации Кубка мира-2023 со сборной Нидерландов.

## Личная жизнь
14 мая 2016 года Иван Стребков женился на своей девушке Марии. 13 июля 2021 года в семье Ивана и Марии родился сын Лев (вес - 3900 гр, рост - 56 см), а 28 декабря 2023 года родилась дочь Александра (вес - 4180 гр, рост - 56 см).

## Достижения

### Клубные
- Бронзовый призёр Евролиги: 2014/2015
- Чемпион Единой лиги ВТБ: 2014/2015
- Чемпион России: 2014/2015
- Чемпион Суперлиги: 2013/2014
- Бронзовый призёр Суперлиги: 2012/2013
- Обладатель Кубка России: 2022/2023
- Серебряный призёр Кубка России (3): 2017/2018, 2018/2019, 2023/2024

### Сборная России
- Бронзовый призёр Универсиады: 2015

## Статистика
| Сезон                                                                                   | Команда         | Лига                             | GP  | GS | MPG  | FG%  | 3P%  | FT%   | RPG | APG | SPG | BPG | PPG  |  |
| 2014/15                                                                                 | Все клубы       | Все лиги                         | 26  | 0  | 6,7  | 37,5 | 35,1 | 77,8  | 0,7 | 0,7 | 0,2 | 0,0 | 2,4  |  |
| 2014/15                                                                                 | ЦСКА            | Единая лига ВТБ                  | 18  | 0  | 7,4  | 38,1 | 36,0 | 71,4  | 0,9 | 0,9 | 0,2 | 0,1 | 2,6  |  |
| 2014/15                                                                                 | ЦСКА            | Евролига                         | 8   | 0  | 5,1  | 35,7 | 33,3 | 100,0 | 0,1 | 0,3 | 0,1 | 0,0 | 2,0  |  |
| 2015/16                                                                                 | Все клубы       | Все лиги                         | 53  | 1  | 20,2 | 40,8 | 39,1 | 89,0  | 1,8 | 2,2 | 0,4 | 0,1 | 7,8  |  |
| 2015/16                                                                                 | Нижний Новгород | Единая лига ВТБ                  | 33  | 1  | 20,9 | 40,7 | 37,2 | 91,1  | 1,9 | 2,3 | 0,3 | 0,1 | 7,8  |  |
| 2015/16                                                                                 | Нижний Новгород | Еврокубок                        | 20  | 0  | 18,9 | 40,8 | 42,4 | 85,7  | 1,7 | 1,9 | 0,4 | 0,1 | 7,7  |  |
| 2016/17                                                                                 | Все клубы       | Все лиги                         | 28  | 23 | 27,1 | 46,8 | 43,1 | 85,3  | 3,7 | 4,9 | 1,0 | 0,0 | 14,4 |  |
| 2016/17                                                                                 | Нижний Новгород | Единая лига ВТБ                  | 17  | 14 | 26,7 | 48,0 | 47,9 | 82,0  | 3,6 | 4,6 | 1,2 | 0,0 | 14,2 |  |
| 2016/17                                                                                 | Нижний Новгород | Еврокубок                        | 11  | 9  | 27,8 | 45,0 | 36,8 | 88,9  | 3,8 | 5,2 | 0,7 | 0,0 | 14,6 |  |
| 2017/18                                                                                 | Все клубы       | Все лиги                         | 45  | 31 | 23,0 | 41,7 | 36,6 | 92,6  | 2,4 | 4,0 | 0,5 | 0,1 | 9,7  |  |
| 2017/18                                                                                 | Нижний Новгород | Единая лига ВТБ                  | 28  | 17 | 22,4 | 38,9 | 34,8 | 93,2  | 2,2 | 3,7 | 0,6 | 0,1 | 9,3  |  |
| 2017/18                                                                                 | Нижний Новгород | Кубок ФИБА Европы                | 15  | 12 | 24,4 | 47,9 | 37,0 | 90,6  | 2,9 | 4,7 | 0,3 | 0,2 | 10,5 |  |
| 2017/18                                                                                 | Нижний Новгород | Квалификация Лиги чемпионов ФИБА | 2   | 2  | 20,2 | 35,3 | 57,1 | 100,0 | 1,5 | 3,0 | 0,5 | 0,0 | 9,5  |  |
| 2018/19                                                                                 | Все клубы       | Все лиги                         | 29  | 14 | 24,0 | 43,1 | 32,2 | 85,5  | 2,8 | 4,9 | 1,0 | 0,0 | 12,5 |  |
| 2018/19                                                                                 | Нижний Новгород | Единая лига ВТБ                  | 15  | 7  | 22,6 | 44,3 | 32,7 | 81,8  | 2,5 | 4,9 | 1,0 | 0,0 | 12,4 |  |
| 2018/19                                                                                 | Нижний Новгород | Лига чемпионов ФИБА              | 14  | 7  | 25,5 | 42,0 | 31,8 | 90,6  | 3,1 | 4,9 | 1,0 | 0,1 | 12,6 |  |
|                                                                                         |                 | Всего                            | 181 | 69 | 20,6 | 42,7 | 37,7 | 87,9  | 2,2 | 3,3 | 0,6 | 0,1 | 9,3  |  |
| Наведите курсор мыши на аббревиатуры в заголовке таблицы, чтобы прочесть их расшифровку |                 |                                  |     |    |      |      |      |       |     |     |     |     |      |  |